# Franciszek Walczowski
Franciszek Walczowski (ur. 20 lutego 1902 w Żbiku, zm. 13 lutego 1983 w Krakowie) – polski antropozof, malarz, konserwator obiektów sakralnych i scenograf. Wykładowca wyższych uczelni artystycznych w Krakowie oraz Łodzi. Obok Roberta Waltera uważany za najważniejszego popularyzatora antropozofii w Polsce Ludowej.

## Życiorys

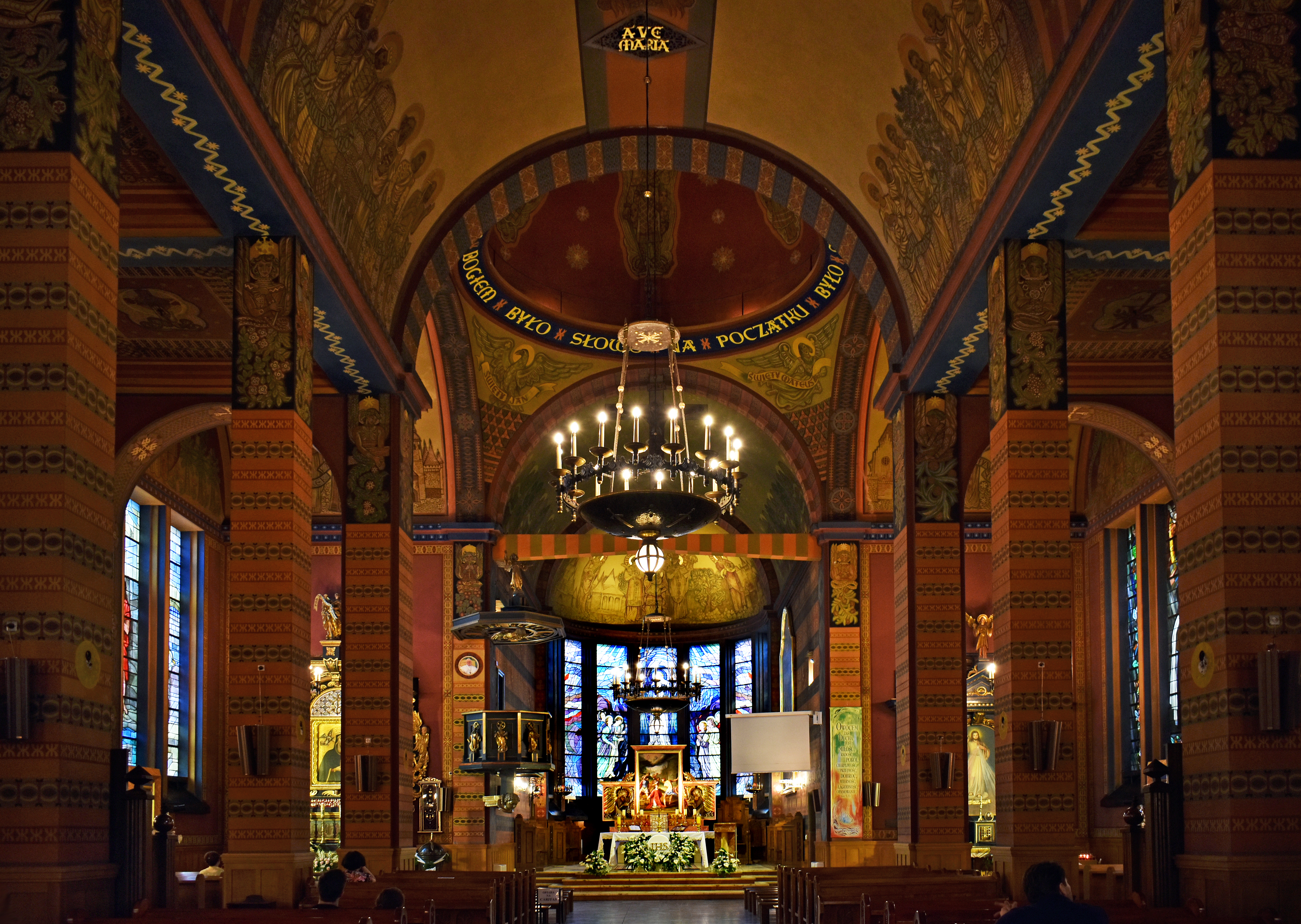
Wnętrze kościoła św. Szczepana

W latach 1918–1923 studiował w Państwowej Szkole Przemysłu Artystycznego w Krakowie. W latach 20. XX wieku wstąpił do założonego przez Władysława Kołodzieja Koła Czcicieli Światowida. 
Od 1927 do 1939 mieszkał i pracował w Łodzi w artystycznym szkolnictwie zawodowym, między innymi w Żeńskiej Szkole Przemysłowej. Członek łódzkiej grupy artystycznej "Ryngraf", skupiającej miejscowych malarzy i rzeźbiarzy.
Podczas okupacji niemieckiej w czasie II wojny św. współpracował z teatrem Juliusza Osterwy. 
Po wojnie pełnił funkcję scenografa w Teatrze Rapsodycznym w Krakowie. Pracował w Wyższej Szkole Sztuk Plastycznych w Łodzi, a od 1950 w ASP w Krakowie. W roku 1972 z tytułem doc. dr hab. objął kierownictwo nad tamtejszą II Katedrą Tkaniny Artystycznej. Jego pracownia mieściła się w pałacu Tadeusza Stryjeńskiego przy ul. Batorego 12. Jest autorem polichromii w kościele św. Szczepana w Krakowie oraz św. Jana Chrzciciela w Łącku.
Był dwukrotnie żonaty. Najpierw z Zofią z domu Birtus, artystką i nauczycielką rysunku, zmarłą 16 listopada 1953 w Krakowie (jej siostrą była Barbara Bobkowska, żona Andrzeja). Następnie z Zofią z domu Miklaszewską primo voto Życzyńską (ur. 19 listopada 1920, zm. 7 czerwca 2003), rzeźbiarką i konserwatorką zabytków. Walczowski zmarł wskutek wypadku, który przytrafił mu się w drodze na wystawę w Pałacu Sztuki. Artysta pośliznął się i upadł, a złamanie stawu biodrowego i komplikacje w leczeniu były bezpośrednią przyczyną śmierci.

## Spuścizna
Wiele Jego prac było reprodukowanych w dodatku niedzielnym do „Kuriera Łódzkiego” pt. „Łódź w Ilustracji” (1924-1939).
W roku 1961 Zbigniew Bochenek nakręcił poświęcony artyście film pt. Legendy mówią prawdę… Z kolei w 2000 roku ukazał się wybór pism ezoterycznych Franciszka Walczowskiego zatytułowany O Duszy Narodu Polskiego. Był on także autorem dwóch tomików poetyckich: Przechadzka oraz Przechodzień.
Niemal cała spuścizna artystyczna Walczowskiego – 705 obrazów, rysunków i szkiców – znajduje się w zbiorach Muzeum Etnograficznego w Krakowie. O losach kolekcji zadecydowała wola drugiej żony artysty, która w latach 1959–1966 pracowała w muzeum jako konserwator. Przekazania dokonał jej syn, Henryk Życzyński, w roku 2006. Jedynie projekty scenografii teatralnej przyjęło Muzeum Historyczne Miasta Krakowa.